# Lučice (Prijepolje)
Lučice (Servisch cyrillisch Лучице) is een plaats in de Servische gemeente Prijepolje. De plaats telt 169 inwoners (2002).